# Mount Ehrenspeck
Mount Ehrenspeck ist ein 2090 m hoher Berg in der antarktischen Ross Dependency. Er gehört zu den Cathedral Peaks im Königin-Maud-Gebirge und bildet 3 km südwestlich des Mount Kenney gemeinsam mit weiteren Gipfeln einen Teil der Ostwand des Shackleton-Gletschers.
Das Advisory Committee on Antarctic Names benannte ihn nach dem aus dem oberbayerischen Andechs stammenden US-amerikanischen Geologen Helmut Emil Ehrenspeck (1943–2001), der als Mitglied einer Mannschaft der Ohio State University zwischen 1970 und 1971 in der Umgebung dieses Bergs tätig war.